# Willi Hirdt
Willi Hirdt (* 7. Februar 1938 in Kiel; † 19. Mai 2020 in Bonn) war ein deutscher Romanist.

## Leben
Willi Hirdt studierte von 1958 bis 1964 die Fächer Romanistik und Germanistik an der Universität Kiel und ging mit seinem Lehrer Hans Ludwig Scheel an die Universität des Saarlandes. Dort wurde er 1966 promoviert. Von 1968 bis 1971 war er Lektor an der Universität Florenz. Er habilitierte sich 1972 in Saarbrücken für das Fach „Romanische Philologie“. Von 1973 bis zur Emeritierung 2003 lehrte er als Professor an der Universität Bonn. Einen Ruf an die Universität Erlangen-Nürnberg (1979) lehnte er ab.
Am 19. Juni 2020 wurde Hirdt auf dem Hamburger Friedhof Ohlsdorf nahe Kapelle 10 beigesetzt.  

## Schriften (Auswahl)
- Studien zur Metaphorik Lamartines. Die Bedeutung der Innen/Außen-Vorstellung. Fink, München 1967. (Dissertation der Universität des Saarlandes, Saarbrücken 1966)
- Studien zum epischen Prolog. Der Eingang in der erzählenden Versdichtung Italiens. Fink, München 1975. (Habilitationsschrift der Universität des Saarlandes, Saarbrücken)
- (mit Horst Rüdiger) Studien über Petrarca, Boccaccio und Ariost in der deutschen Literatur. Winter, Heidelberg 1976.
- Gian Giorgio Trissinos Porträt der Isabella d'Este. Ein Beitrag zur Lukian-Rezeption in Italien. Winter, Heidelberg 1981.
- Ensayos sobre narrativa francesa contemporánea. Alfa, Barcelona 1984.
- Wie Dante das Jenseits erfährt. Zur Erkenntnistheorie des Dichters der Göttlichen Komödie. Bouvier, Bonn 1989.
- (Hrsg.) Bonn im Werk von Luigi Pirandello. Deutsch /Italienisch. 2., durchgesehene und ergänzte Auflage. Narr, Tübingen 1990. ISBN 3-8233-4105-7 (1. Auflage 1986)
- Alkohol im französischen Naturalismus. Der Kontext des „Assommoir“. (= Abhandlungen zur Kunst-, Musik- und Literaturwissenschaft. 391). Bouvier, Bonn 1991, ISBN 3-416-02286-6.
- (Hrsg.): Romanistik. Eine Bonner Erfindung. 2 Bde. Bouvier, Bonn 1993, ISBN 978-3-416-80605-3.
- (Hrsg. mit Maria Lieber)Kunst und Kommunikation. Betrachtungen zum Medium Sprache in der Romania. Festschrift zum 60. Geburtstag von Richard Baum. Tübingen 1997.
- Manet und Zola. Zur Symbiose von Literatur und Kunst. Francke, Tübingen 2001, ISBN 3-7720-2781-4.
- Giovanni Bellinis „Allegoria sacra“. Stauffenburg, Tübingen 2001, ISBN 3-86057-085-4.
- (Mitwirkung) Altfranzösisches Wörterbuch. 11. Bd., U-Z. Adolf Toblers nachgelassene Materialien bearbeitet und hrsg. von Erhard Lommatzsch; weitergeführt von Hans Helmut Christmann, vollendet von Richard Baum und Willi Hirdt; unter Mitwirkung von Brigitte Frey und Franz Lebsanft, Stuttgart 2002.
- Bildwelt und Weltbild. „Die drei Philosophen“ Giorgiones. Francke, Tübingen 2002, ISBN 3-7720-2785-7.
  - (italienisch) I tre filosofi di Giorgione. Florenz 2004.
- Esther und Salomé. Zum Konnex von Malerei und Dichtung im Frankreich des 19. Jahrhunderts. Francke, Tübingen 2003.
- (Interviewer) Harri Meier – Stationen seines Lebens und Wirkens.  Hamburg – Rostock – Leipzig – Lissabon – Heidelberg – Bonn. Interviews mit Willi Hirdt. Hrsg. Hans Dieter Bork. Romanisches Seminar, Köln 2005.

- Barfuß zum lieben Gott. Der Freskenzyklus Andrea del Sartos im Florentiner Chiostro dello Scalzo. Francke, Tübingen 2006, ISBN 3-7720-8162-2.